# Musikjahr 1501
Liste der Musikjahre

◄ | 1497 | 1498 | 1499 | 1500 | Musikjahr 1501 | 1502 | 1503 | 1504 | 1505 | ► | ►►

Weitere Ereignisse
Dieser Artikel behandelt das Musikjahr 1501.

## Ereignisse

### Heiliges Römisches Reich
- Um den 10. Mai: Nicolaes Craen bewirbt sich um das Amt des Singmeisters an der Kirche St. Donatian in Brügge. Das Domkapitel dieser Kirche vergibt dieses Amt jedoch an seinen Konkurrenten Antonius Divitis.
- 01. Juni: Antoine Brumel, der nach Savoyen zurückgekehrt ist, wird von Herzog Philibert II. erneut zum Kapellsänger ernannt.
- 13. Juni: Antonius Divitis wird als Sänger und Kleriker an St. Donatian in Brügge aufgenommen und dort am 30. Juni zum Magister der Chorknaben (Zangmeester) ernannt. Wenig später, am 12. Juli, übernimmt er die Position des Succentors (Chorleiters) als Nachfolger von Alain de Groote. Am 15. Dezember des gleichen Jahres empfängt er die Priesterweihe und zelebriert am 3. April 2002 seine erste Messe.
- 00. Juni: Jacob Obrecht, der im September 1500 auf eigenen Wunsch in Brügge als Succentor an der Kirche St. Donatian in Brügge entlassen wurde und auch durch Pfründe und andere Gunstbeweise nicht gehalten werden konnte, verlässt Brügge und geht zum zweiten Mal nach Antwerpen, wo er vom 24. Juni 1501 bis mindestens 24. Juni 1503 als Vikar und Sänger an der Marienkirche und als Chorleiter für die dortige Marienbruderschaft wirkt.
- 16. Oktober: Nikolaus Decius, der die Lateinschule der Franziskaner seines Heimatorts Hof (Saale) besucht hatte, immatrikuliert sich an der Universität Leipzig.
- 13. November: Nicolas Champion, der wahrscheinlich seine erste Ausbildung in seiner Heimatstadt erhielt, wird Mitglied der Grande Chapelle des burgundisch-habsburgischen Hofs von Herzog Philipp dem Schönen in Mecheln und Brüssel, noch vor der ersten Reise Philipps mit der Hofkapelle nach Spanien. In diesem Ensemble wirkt er als Sänger und Kaplan bis zum Jahr 1516.
- Alexander Agricola, der seit 6. August 1500 als Kantor (chapelain et chantre) am burgundischen Hof Philipps des Schönen (Regierungszeit 1493–1506) angestellt ist, wird Inhaber einer Pfründe in Gorkum (heute Gorinchem) und Valenciennes. Agricola begleitet Philipp den Schönen auf dessen erster Reise nach Spanien vom 4. November 1501 bis zum 8. November 1503. Höhepunkte der ersten Reise ist der Einzug in Paris am 25. November, bei dem wahrscheinlich die Motette Gaude prole regia von Loyset Compère erklingt.
- Heinrich Isaac, der am 3. April 1497 in Innsbruck sein Dienstgelöbnis unterschrieben hatte und damit als „Componist und diener“ beim habsburgischen Hof angestellt ist, folgt ab dem Jahr 1500 seinem Dienstherrn Maximilian I. fast zwei Jahre lang auf dessen Reisen. So gibt es nachweislich am 20. März 1501 Aufenthalte in Wels und am 10. November 1501 wieder in Nürnberg, außerdem einen Aufenthalt im Kloster Neustift bei Brixen.
- Jean Molinet ist seit 1482 Historiograph (Chronist) und Hofdichter am herzoglichen Hof von Philipp dem Schönen (Regierungszeit 1482–1506) in Burgund. Hier ist er befreundet mit Musikern und Komponisten wie Johannes Ockeghem, Loyset Compère, Verjus und Antoine Busnoys befreundet.
- Pierre de la Rue, ebenfalls ein Mitglied der Grande Chapelle von Erzherzog Philipp dem Schönen, begleitet seinen Herrn ab 4. November 1501 bis Mai 1502 auf einer Reise von Brüssel über Paris, Blois und Orléans nach Spanien, wo sich die Hofgesellschaft für viele Monate am Hof von Ferdinand II von Aragón (Regierungszeit 1479–1516) aufhält. Dessen Frau Isabella I. von Kastilien ist die Schwiegermutter von Philipp dem Schönen. In Frankreich und Spanien wirkte die Hofkapelle an vielen prunkvollen Messfeiern mit mehrstimmiger Musik mit, zum Teil im Wechsel mit der französischen Hofkapelle.
- Petrus Tritonius ist von 1500 bis 1502 als Lateinlehrer an der Domschule in Brixen (Tirol) tätig.
- Sebastian Virdung hat von 1500 bis 1507 die Kaplanei der Burg Stahleck bei Bacharach inne.

### Frankreich
- 17. September: Jean Mouton, der zuvor an der Kathedrale von Amiens tätig war, wird an der Kollegiatkirche Saint-André in Grenoble angestellt, um die Kapellknaben „in organo et planu cantu“ auszubilden. Er erhält das ungewöhnliche Vorrecht, sich die Schüler selbst auszusuchen („promisit bene et cum diligencia pueros quos videret magis aptos ad cantum instruere“).
- 25. November: Für den an diesem Tag stattfindenden Empfang Philipps des Schönen in Paris komponiert Loyset Compère die Motette „Gaude prole regia“.
- Josquin Desprez wechselt nach Ausscheiden aus der päpstlichen Kapelle, zumindest von 1501 bis 1503, an die Hofkapelle des französischen Königs Ludwig XII. († 1515). Desprez und der Komponist Johannes Ghiselin, ebenfalls Mitglied der Hofkapelle des französischen Königs, werden im Jahr 1503 zur Hofkapelle von Herzog Ercole I. d’Este nach Ferrara abgeworben. Herzog Ercole ist seit dem Tod von Johannes Martini 1497 auf der Suche nach einem neuen Kapellmeister und hat mit Hilfe seines Agenten Girolamo da Sestola (genannt „Coglia“) und seines Sohnes Alfonso d’Este nach einem diplomatischen Treffen mit Ludwig XII. nach Kandidaten in Frankreich gesucht und vielleicht schon gezielt mit Josquin verhandeln lassen. Ein anderer Agent Ercoles, Gian de Artiganova, hat in Savoyen Sänger für Ercoles Hofkapelle gesucht und von dort Heinrich Isaac als möglichen Kandidaten für die Leitung der Kapelle benannt.

### Italien
- Marco Cara steht seit 1495 und bis 1525 als Lautenvirtuose im Dienst der Familie Gonzaga in Mantua, die zu seiner Zeit Künstler aller Richtungen fördert.
- Der italienische Buchdrucker Ottaviano die Petrucci ist von 1501 bis 1511 in Venedig als Musikverleger tätig.[1]
- Bartolomeo Tromboncino ist nach Aufenthalten in Vicenza und in Casale von 1501 bis 1512 in Mantua tätig.

### Polen
- Georg Liban, der 1494/95 an der Universität Krakau, danach vermutlich an der Universität Köln studierte, kehrt 1501 nach Krakau zurück, wo er 1502 den akademischen Grad eines Bakkalaureus erlangt und 1511 Magister wird.

### Spanien
- Der spanische Komponist Alonso de Alba ist Archdiakon von Jaén.[2]

## Vokalmusik

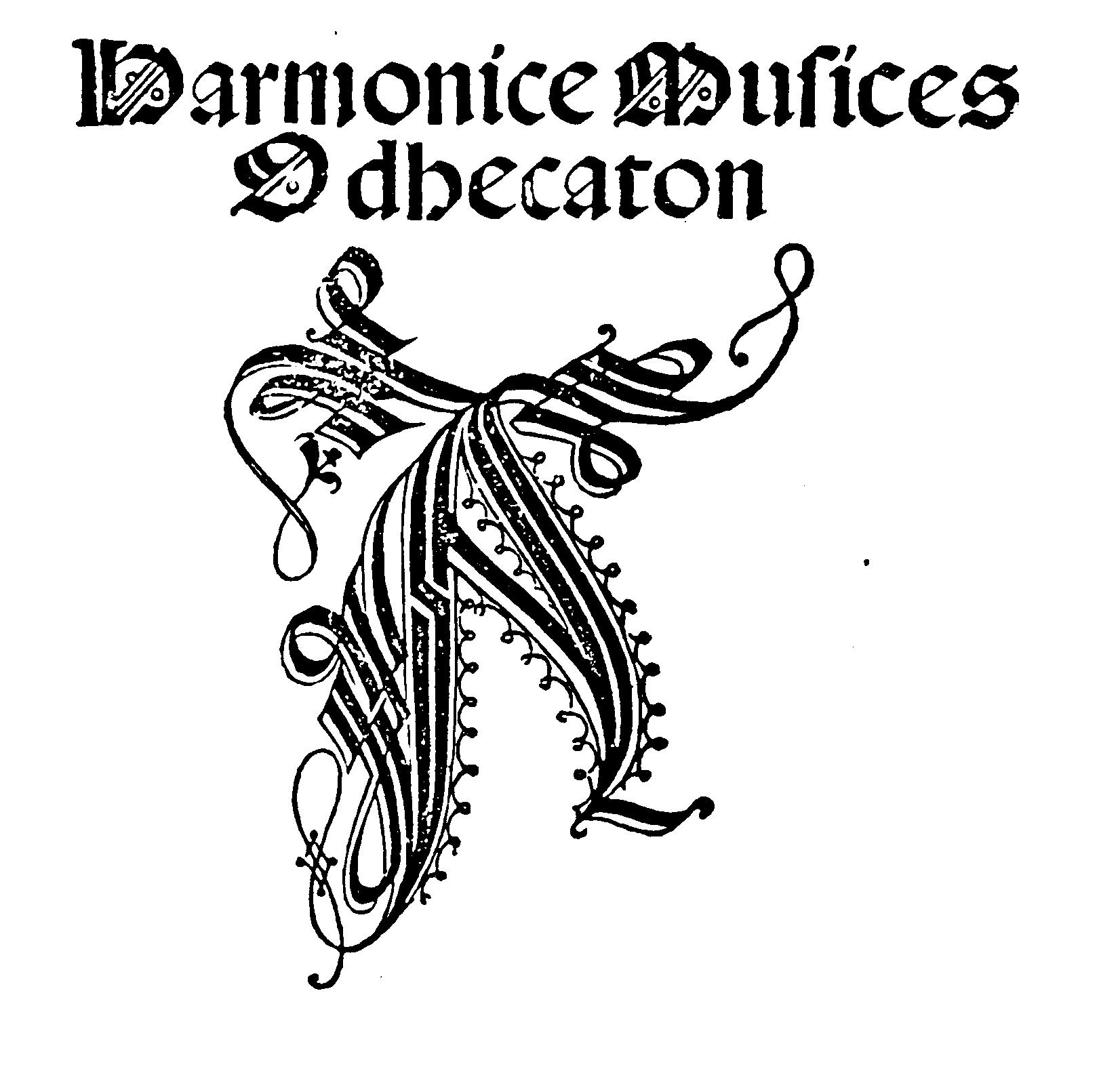
Frontispiz der Harmonice Musices Odhecaton A, herausgegeben am 15. Mai 1501 von Ottaviano dei Petrucci. Diese Kollektion von Messen ist die erste polyphone Musik, die gedruckt wird.

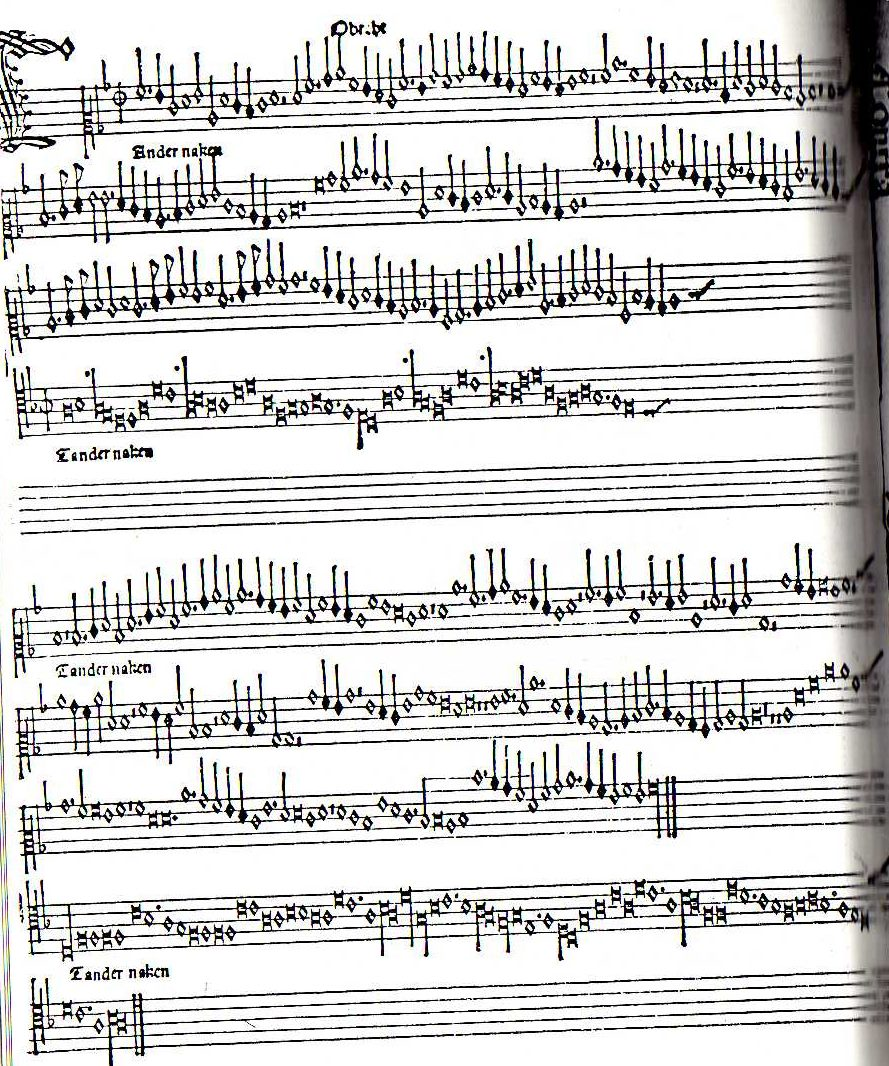
Fragment des Liedes T’Andernaken von Jacob Obrecht, herausgegeben vom venezianischen Drucker Ottaviano dei Petrucci in der Sammlung Harmonice musices odhecaton A.

### Geistlich
- Antoine Brumel – Motette Mater patris et filia: Noten und Audiodateien im International Music Score Library Project
- Loyset Compère
  - Gaude prole regia/Sancta Catharina (Motette für fünf Stimmen, geschrieben anlässlich des Empfangs Philipps des Schönen in seiner Eigenschaft als Gouverneur der Niederlande am 25. November in Paris)
  - Motette Royne du ciel: Noten und Audiodateien im International Music Score Library Project
- Marbrianus de Orto – Ave Maria: Noten und Audiodateien im International Music Score Library Project

### Weltlich
- Alexander Agricola
  - Cest mal cherche: Noten und Audiodateien im International Music Score Library Project
  - J'ay beau huer: Noten und Audiodateien im International Music Score Library Project
- Loyset Compère – Garisses moy: Noten und Audiodateien im International Music Score Library Project
- Josquin Desprez
  - Bergerette savoyene: Noten und Audiodateien im International Music Score Library Project
  - De tous biens playne: Noten und Audiodateien im International Music Score Library Project
  - Madame hélas: Noten und Audiodateien im International Music Score Library Project
  - La plus des plus: Noten und Audiodateien im International Music Score Library Project
  - Scaramella: Noten und Audiodateien im International Music Score Library Project
- Heinrich Isaac – E qui le dira: Noten und Audiodateien im International Music Score Library Project
- Jean Japart
  - Je cuide & De tous biens: Noten und Audiodateien im International Music Score Library Project
  - Tan bien mi son pensada: Noten und Audiodateien im International Music Score Library Project
  - Tmeiskin was jonck: Noten und Audiodateien im International Music Score Library Project
- Jacob Obrecht
  - Tandernaken: Noten und Audiodateien im International Music Score Library Project
  - Va uilment: Noten und Audiodateien im International Music Score Library Project
- Gilles Moreau – Je ne fais plus: Noten und Audiodateien im International Music Score Library Project
- Johannes Ockeghem – Ma bouche rit: Noten und Audiodateien im International Music Score Library Project
- Ottaviano dei Petrucci (Herausgeber) – Harmonice Musices Odhecaton: Noten und Audiodateien im International Music Score Library Project (Es handelt sich um die erste gedruckte Sammlung polyphoner Musik, die von Petrucci in Venedig herausgegeben wird. Es folgen 1502 und 1503 zwei weitere Bände)
- Johannes de Stokem
  - Brunette: Noten und Audiodateien im International Music Score Library Project
  - Hor oires une chanson: Noten und Audiodateien im International Music Score Library Project
- Johannes Tinctoris – Helas: Noten und Audiodateien im International Music Score Library Project
- Unbekannte Künstler
  - Comment Peult: Noten und Audiodateien im International Music Score Library Project
  - Jay pris amours: Noten und Audiodateien im International Music Score Library Project
  - Mon pere ma dona mari: Noten und Audiodateien im International Music Score Library Project
  - Si atort on ma blamee: Noten und Audiodateien im International Music Score Library Project
  - La stangetta: Noten und Audiodateien im International Music Score Library Project
- Antoine de Vigne – Franch cor quas tu: Noten und Audiodateien im International Music Score Library Project

## Musiktheoretische Schriften
- Giorgio Valla – De expetendis et fugiendis rebus opus
- Nicolaus Wollick (Melchior Schamppecher) – Opus aureum

## Geboren

### Geburtsdatum gesichert
- 24. Februar: Sixtus Birck, deutscher Dramatiker und Kirchenliederdichter († 1554)
- 24. September: Gerolamo Cardano, italienischer Musiktheoretiker, Philosoph, Arzt, Mathematiker und Astrologe († 1576)

### Genaues Geburtsdatum unbekannt
- Jodocus Willich, ostpreußischer Arzt, Philologe, Universalgelehrter und Gründer der ersten bürgerlichen Musiziergemeinschaft Deutschlands († 1552)

## Gestorben

### Todesdatum gesichert
- 17. Februar: Stephan Plannck, deutscher, in Rom wirkender, Buch- und Notendrucker (* um 1457)
- 28. September: Jean Cordier, niederländischer Tenorsänger (* 1440)

### Genaues Todesdatum unbekannt
- Bartolomeo Antegnati, genannt magister Bartholomeus de Lumesanis, Orgelbauer und Organist an der Kathedrale von Brescia (* unbekannt)